# Vojvodství

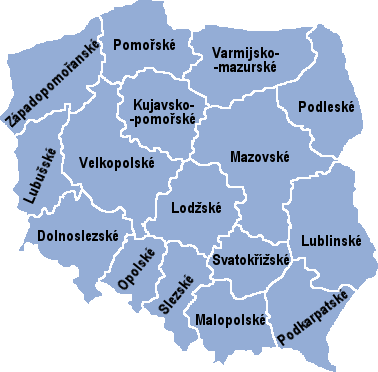
Polská vojvodství od roku 1999

Erby 17 polských vojvodství – 1950–1975 – exponát Muzeum miniaturního profesionálního umění Henryk Jan Dominiak v Tychách – Rozměry 21 × 15 mm

Vojvodství (polsky województwo [vojevuctfo]) je vyšší správní celek Polska. Od roku 1990 to je územní jednotka státní správy, od roku 1999 také vyšší územní samosprávný celek. 

## Historie
Členění země na vojvodství má své kořeny v období rozpadu Polska na jednotlivá léna (1138–1320), proto byly značné rozdíly ve velikostech v období první polské republiky. První vojvodství vznikala na přelomu 14. a 15. století.
Počet vojvodství:
- 1582–1634 – 34 (+ 1 knížectví, 1 biskupství, 1 země)
- 1634–1660 – 35 (+ 1 knížectví, 1 biskupství, 1 země)
- 1660–1717 – 33 (+ 1 knížectví, 1 biskupství, 1 země)
- 1717–1768 – 33 (+ 1 knížectví, 1 biskupství)

V dobách Varšavského knížectví (1807–1815) byly místo vojvodství departamenty.
- 1815–1837 (Polské království) – 8

V letech 1837–1915 existovalo v Polském království 10 gubernií místo vojvodství.
- 1915–1918 – (Velkoknížectví poznaňské, od roku 1847 Poznaňská provincie) – 2

Velkoknížectví poznaňské a později Poznaňská provincie byly členěny na vládní obvody.
- 1918–1939 – 15 (+ 1 autonomní slezské vojvodství, + 1 vyčleněné město)
- 1944–1945 – 9 (+ 1 autonomní slezské vojvodství, + 1 vyčleněné město)
- 1945–1946 – 11 (+ 1 vyčleněné město)
- 1946–1950 – 14 (+ 2 vyčleněná města)
- 1950–1975 – 17 (+ 2 vyčleněná města, od 1954 – 5 vyčleněných měst)
- 1975–1998 – 49
- od 1. ledna 1999 – 16

## Současnost
Současné administrativní rozdělení Polska a další podrobnosti o vojvodstvích uvádí článek Administrativní dělení Polska.